# العربي بن عطية
العربي بن عطية  شيخ صوفي ومعلم ومجاهد  جزائري من مواليد أواخر القرن 18م  بمنطقة مينا ولاية غليزان  ويرد إسمه على عدة رسوم  مثل العربي بن عطية البوعبدلي الشلفي ومولاي العربي الطويل بن عطية الدرقاوي وأحيانا مولاي العربي أو سي محمد العربي” أو الشيخ سيدي الحاج مولاي العربي الطويل بن عطية الغماري البوعبدلي الشيخ الدرقاوي مولاي العربي بن عطية الونشريسي  كما يعد من مؤسسي الزاوية الدرقاوية بالونشريس.

## حياته

### نسبه
يعود نسب المولاي العربي بن عطية إلى سيدي بوعبد الله المغوفل دفين واد ارهيو سلسل عبد السلام بن مشيش الحسني.

### علمه
أفاد مولاي العربي بن عطية بأنه لا يريد المشيخة ولا القطبية، ولا شأن له بهما، ولا يريد أن يطلبهما من أحد بدليل قوله: «فإن المشيخة على الناس والتقدّم عليهم ليس لها شأن عندنا حتى نطلبها منك، أو من غيرك، لأنّني ـ والله ـ منذ مات أستاذنا ـ رحمه الله ـ ما قلت لأحد اقبض عنّي الورد، واتّخذني شيخا. ولا أرضى أن أعلن همّتي بالقطبانية فضلا عن غيرها، لأن مَن كان في حضرة الحقّ لا مقام له»

### رأيه حول قورة درقاوة
تحدّث العربي بن عطية الدرقاوي عن الفتن وتنبّأ بفشل ثورة درقاوة ضدّ الأتراك، وهنا يتعرّض إلى زوال ملك مولاي سليمان العلوي وسجن مولاي العربي الدرقاوي وموت سيّدي محمد بن أحمد والقبض عل أخيه عبد الله بن حواء قتيل الترك وسيّدي محمد بن علي فرقان.
وساق رؤية تعبّر عن الفتنة: رأى غمامة قادمة من الغرب ودخل وسطها ورأى الرّسول عليه السّلام والقصد هنا فتنة التجاني وأصحابه وموت محمد بن القندوز، في هذا الجو استولَى عليه القبض وأراد الانتقال من بلاد الشلف إلى سكنى الجبال والذهاب إلى بلاد المشرق ورأى حالة الوحل والغرق “الاستعمار الفرنسي” وتنبّأ بهلاك الترك.
يتحدّث عن حالات القبض والحزن كمعاناة وجدانية ونفسية في آخر العهد التركي بالجزائر ودخول الفرنسيين، وفي خضم الخلاف حول الهجرة من عدمها الّتي كانت منارة بين العلماء والفقهاء في أرض يحكمها الكفار كثرت عليه الرُّؤى، ويستشهد هنا بحديث الرّسول : 
روي أن رسول اللّه ﷺ قال: 
| العربي بن عطية | «أنا بريء من كلّ مسلم مقيم بين أظهر الكافرين» | العربي بن عطية |

وقد رأى في المنام أنّ الرّسول ﷺ متوجّه إلى نحو المشرق، وهنا خلاف مع تلميذه لم يصرّح به الّذي رفض الهجرة وهو عدّة بن غلام الله،

### جهاده
لجأ إلى أولاد نايل ومكث بينهم بعد سيطرة الفرنسيين على منطقة الونشريس أي سنة 1845 وأنه قد مكث في هذه الربوع مدة 03 سنوات وأن تاريخ استسلامه هو نهاية سنة 1848 أين تم نفيه إلى تونس فتوفي ودفن هناك. وتضيف المصادر أنه قد مكث عند أولاد بن علية وأولاد ضيا (أولاد ضياء هم أولاد بوعبد الله وأولاد عبد القادر). كما أنه قد مكث في منطقة مسعد بدليل حملة الجنرال داربوفيل القادمة من سطيف في 24 آفريل 1846 ضد مولاي العربي الذي كان يقود فرقة من أولاد عيسى. 

### نفيه
نفي الشيخ لتونس بعد أن كانت نيته السفر نحو الشرق إلا أن إعتراض القوات الفرنسية لطريقه حال دون ذلك أين نفي لتونس عن طريق البحر. وتوفي بها عام 1848م

## شيوخه
- محمد العربي الدرقاوي

## تلامذته
- سيدي عدة بن غلام الله [6]
- سيدي أحمد التجاني [7]

## مؤلفاته
- الإستدلالات الربانية فيما من الله علي من بحر الوحدانية

## وفاته
توفي الشيخ مولاي العربي بن عطية في منفاه بتونس عام 1848م بعد حياة قضاها في العلم والجهاد.